# Manic Street Preachers
Manic Street Preachers  est un groupe de rock alternatif britannique originaire de Blackwood, au Pays de Galles. Il est l'un des plus importants au Royaume-Uni de la fin des années 1990. Leurs plus gros succès sont les singles no 1 dans leur pays d'origine If You Tolerate This Your Children Will Be Next (en) (1998) et The Masses Against the Classes (en) (2000).
Ils sont connus pour les frasques de leurs débuts, pour la disparition et le suicide présumé du guitariste Richey Edwards (ou Richey James, comme il préférait qu'on l'appelle) en février 1995, ainsi que pour leur série d'albums fortement iconoclastes et leurs concerts énergiques. Politiquement, ce sont des socialistes convaincus, une position influencée par leur éducation dans un milieu ouvrier (ils ont grandi pendant la grève des mineurs britanniques de 1984-1985), et mise en évidence par leurs textes et actions souvent très politisés ; ils ont dédié une de leurs récompenses au syndicaliste Arthur Scargill, leader de l'Union Nationale des Mineurs et plus tard du Socialist Labour Party.

## Biographie

### Débuts (1986–1991)
Manic Street Preachers est formé en 1986 à l'Oakdale Comprehensive School, de Blackwood, en Galles du Sud. À cette période, James Dean Bradfield et Sean Moore (en) écrivent la musique, tandis que Nicky Wire (en) s'occupe des paroles. L'origine du nom reste inconnue, même si Bradfield explique qu'il s'inspire d'une altercation avec quelqu'un (apparemment un sans domicile fixe qui lui aurait demandé : « t'es quoi exactement, boyo, un taré de prêcheur de rue ? » (manic street preacher).
Le premier bassiste Flicker (Miles Woodward) quitte le groupe en 1988, supposément parce qu'il croyait que si le groupe se délocalisait, il mettrait un terme à ses racines punk. Le groupe continue en trio, avec Wire qui passe de la guitare à la basse, et publie en 1988 son premier single, Suicide Alley (en). Après la sortie de Suicide Alley, Richey Edwards rejoint au groupe à la guitare rythmique et contribue à écrire les paroles avec Wire. Edwards apprendra aussi à créer des artworks et à mener le groupe dans des concerts.
En 1990, les Manic Street Preachers signent avec le label Damaged Goods Records pour un EP. Le quatuor publie New Art Riot E.P. qui attire l'intérêt pour avoir attaqué d'autres groupes de musique contemporaine. Les Manics signent ensuite au label indépendant Heavenly Records]et y publie son premier single au label, Motown Junk. Puis vient le single, You Love Us, qui reprend Threnody to the Victims of Hiroshima de Krzysztof Penderecki et Iggy Pop. La vidéo fait participer Nicky Wire travesti en Marilyn Monroe et comprend des références au film 37°2 le matin et à Aleister Crowley. De par leur comportement rebelle, les Manics se forgent une place dans la presse anglaise. Columbia Records de Sony Music UK signe le groupe peu après avoir commencé leur premier album.

### Generation TerroristsàThe Holy Bible(1992–1995)

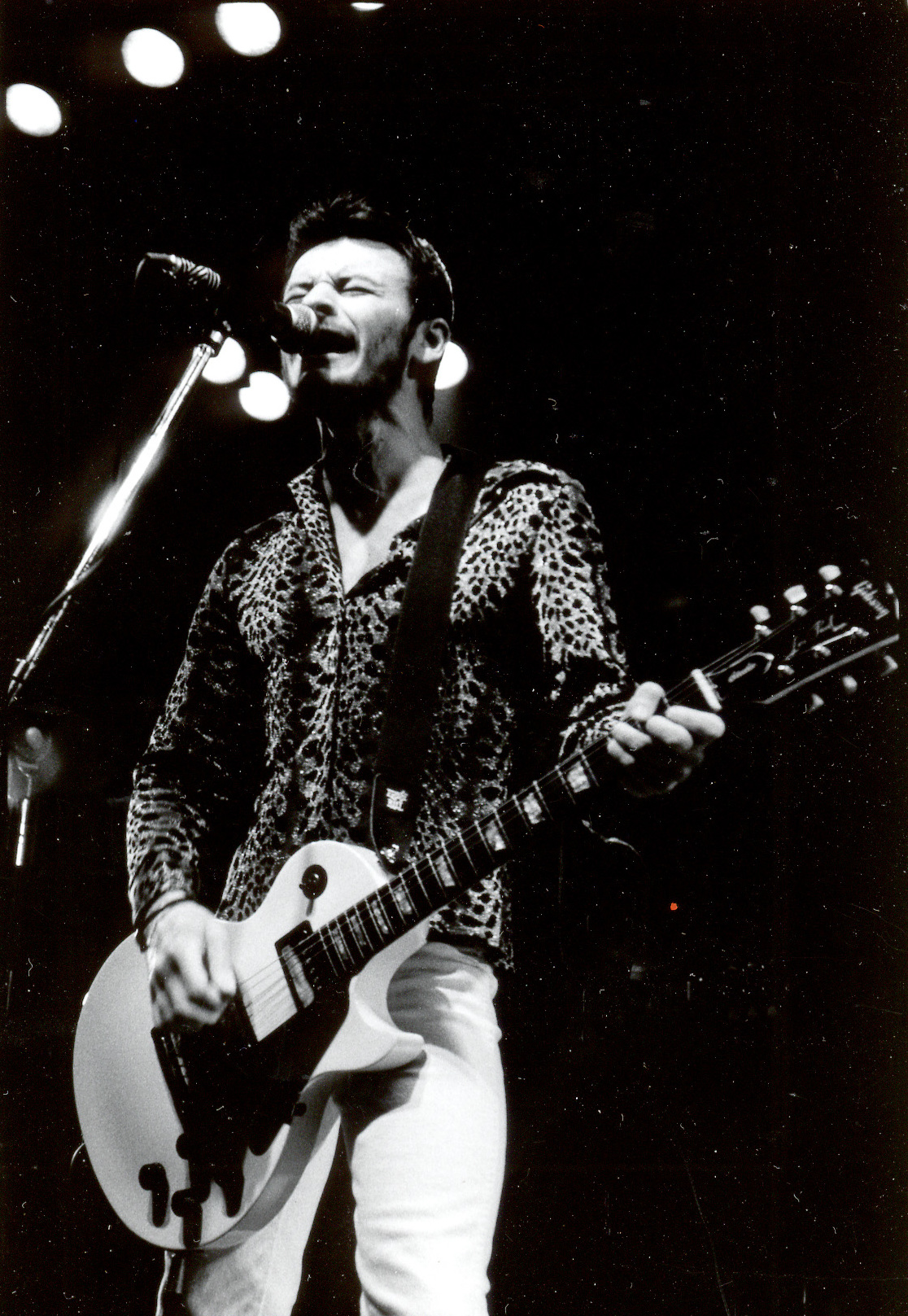
Manic Street Preachers à Chicago vers 1992.

Le premier album du groupe, Generation Terrorists, est publié en 1992 chez Columbia Records. Les paroles sont politisées, comme celles de groupes comme the Clash et Public Enemy, et dont les chansons parlent principalement du capitalisme, de thèmes personnels dont le désespoir, et des problèmes avec la jeunesse. Pour Pitchfork, Generation Terrorists « est un mélange bizarre de punk, cock rock, mélodicisme romantique et de glam, et est évidemment lié à London Calling des Clash, ce qui est sympa à écouter. »
L'album comprend six singles et atteint les 250 000 exemplaires vendus. Le succès de Everything Must Go aux BRIT Awards de 1997 assure les ventes de Generation Terrorists et des albums suivants, Gold Against the Soul et The Holy Bible qui jouissent d'un succès absolu ; le premier album du groupe se vendra à 110 000 exemplaires supplémentaires. Le groupe reprend également la chanson Suicide Is Painless qui atteint la septième place des classements britanniques, passant trois semaines au Top 10, et attribue au groupe son tout premier single classé au Top 10.

### Rewind the FilmetFuturology(depuis 2013)
En mai 2013, le groupe annonce une tournée australienne durant mai et juin. Le même mois, les Manics annonce avoir suffisamment enregistré de chansons pour publier deux albums ; le premier se fera exclusivement sans morceaux de guitare électrique. Le nom du premier album  est Rewind the Film, nom révélé le 8 juillet.
L'autre album, Futurology, est le douzième album du groupe, qui est publié le 7 juillet 2014. Le premier single de l'album, Walk Me to the Bridge est publié le 28 avril comme single numérique
Futurology, d'après le groupe, est l'album le plus optimiste de tous. Il compte 20 000 exemplaires vendus la première semaine, et se classe deuxième de l'UK Album Chart. Le groupe part ensuite en tournée européenne.
À la fin 2014, ils rééditent The Holy Bible pour fêter les 20 années d'existence de l'album. Il remporte aux NME Awards 2015, ma catégorie de réédition de l'année. Le groupe tourne en soutien à cette réédition qu'il joue pour la première dans son intégralité.
En novembre 2015, les Manic Street Preachers annoncent une autre réédition spéciale 20 ans, celle de Everything Must Go, pour le 28 mai 2016, avec Super Furry Animals comme participants. Avant le concert final à Swansea, ils jouent à Liverpool, Echo Arena (13 mai), Birmingham, à la Genting Arena (14 mai), Londres, Royal Albert Hall (16-17 maiy), Leeds, First Direct Arena (20 mai) et à Glasgow, au SSE Hydro (21 mai).
En février 2017, le groupe publie la bande-annonce d'un documentaire appelé Escape From History, qui retrace une journée dans The Holy Bible, et l'énorme succès de Everything Must Go. Le documentaire est diffusé sur Sky Arts le 15 avril. Le groupe annonce également un nouvel album plus tard pour l'année. Ils annoncent une édition spéciale de l'album Send Away the Tigers le 12 mai 2017.

## Style musical
Le style musical des Manic Street Preachers est catégorisé rock alternatif, hard rock, punk rock, glam rock et pop rock,.

## Membres

### Membres actuels
- James Dean Bradfield : chant, guitare solo, guitare rythmique, piano, clavier, chœurs
- Nicky Wire (en) : basse, guitare rythmique, claviers, chœurs, chant
- Sean Moore (en) : batterie, percussions, trompette, chœurs

### Anciens membres
- Richey Edwards : guitare rythmique, chœurs (1989-1995)
- Miles Woodward (alias Flicker) : basse, chœurs (1986-1988)

### Accompagnateurs en concert
- Dave Eringa (en) : claviers (1993-1994)
- Nick Nasmyth : claviers (1995-2005, depuis 2013)
- Greg Haver (en) : guitares, percussions, chœurs (2002–2003)
- Anna Celmore : piano (2002-2003)
- Guy Massey : guitare rythmique (2004-2005)
- Wayne Murray : guitares, chœurs (depuis 2006)
- Sean Read : claviers, percussions, saxophone, chœurs (2006-2012)
- Richard Beak : basse (2018)
- Gavin Fitzjohn : guitares, chœurs (depuis 2018)

## Discographie

### Albums studio
- 1992 : Generation Terrorists
- 1993 : Gold Against the Soul
- 1994 : The Holy Bible
- 1996 : Everything Must Go
- 1998 : This Is My Truth Tell Me Yours
- 2001 : Know Your Enemy
- 2004 : Lifeblood
- 2007 : Send Away the Tigers
- 2009 : Journal for Plague Lovers
- 2010 : Postcards from a Young Man
- 2013 : Rewind the Film
- 2014 : Futurology
- 2018 : Resistance Is Futile
- 2021 : The Ultra Vivid Lament (en)
- 2025 : Critical Thinking (en)

### Compilations
- 2002 : Forever Delayed: The Greatest Hits
- 2003 : Lipstick Traces: A Secret History of Manic Street Preachers
- 2011 : National Treasures – The Complete Singles